# Radboud van Beekum
Radboud van Beekum (Rijswijk, 20 oktober 1950 - Zutphen, 13 april 2020)  was een Nederlands meubelontwerper, architectuur-onderzoeker en schrijver.

## Biografie
Van Beekum studeerde architectonisch ontwerpen aan de Gerrit Rietveld Academie te Amsterdam. Na zijn studie werkte hij vanuit zijn eigen ontwerpbureau in Amsterdam als meubelmaker en ontwierp hij interieurs en meubilair voor zowel particulieren, bedrijven als ook instellingen, waaronder het Anne Frankhuis. In deze periode heeft hij ook de bekende kubusstoel FM60 ontworpen die in 1981 in samenwerking met de firma Pastoe op de markt werd gebracht. Een jaar eerder was deze bekroond op de Triënnale voor meubelontwerpen in Poznan.
In 1989 trad hij toe tot het team ruimtelijke vormgeving van het ontwerpbureau Total Design te Amsterdam en ontwierp hij mede het baliemeubilair voor de Nederlandse postkantoren, dat werd bekroond met de Kho Liang Ie-prijs  1991.
Hij specialiseerde zich tijdens zijn Total Design-periode in standbouw en  museum- en tentoonstellingsvormgeving, zoals voor het Rijksmuseum, het Koninklijk Paleis op de Dam en het Olie-en Gasmuseum in Muscat (Oman). Tien jaar lang ontwierp hij elke twee jaar de stand van meubelfabrikant Ahrend op de Orgatec-beurs in Keulen. Van 1997-2003 was hij verbonden aan het architectenbureau Zaanen & Spanjers (ZSA). Hij was er verantwoordelijk voor diverse interieurs, zoals theater De Meervaart in Amsterdam en de bibliotheek van centrum Cultura in Ede.
Vanaf 2002 richt hij zich op archiefonderzoek en publicaties op het gebied van architectuur en design. Dit resulteerde in diverse boeken over architecten van de Amsterdamse School: B.T. Boeyinga, Cornelis Kruyswijk, G.F. la Croix.
Van 2007 tot medio 2015 was hij uitgever/redacteur van de BONAS-boekenreeks. In deze periode werden 19 monografieën over architecten en ontwerpers gepubliceerd.
Sindsdien is hij opnieuw vrij gevestigd als historisch onderzoeker. Publiceert in diverse bladen, o.a. in KNOB Bulletin, Eigenbouwer  en Binnenstad. Zijn laatste boek, over architect Jan Kuijt Wzn., verscheen voorjaar 2018. In september 2020 zal de kubusstoel FM60 opnieuw door de firma  Pastoe op de markt worden gebracht. Radboud van Beekum overleed op 13 april 2020 tijdens een retraite in Zutphen.

## Werken
- 1979: Expositie in Anne Frank Huis, Amsterdam
- 1980: Kubusstoel, FM60
- 1982: Peuterspeelzaal De Blauwe Engel, Amsterdam
- 1985: Stoel Xantippe
- 1985: Deelname Nederlandse inzending 53e SAD, Parijs
- 1986: Krokodil tafel
- 1987: Deelname Nederlandse inzending 54e inzending SAD, Parijs
- 1989-1992: Postkantoor meubilair [Total Design]
- 1992: Stand Nederlandse musea op SIME beurs, Parijs
- 1992-1994: Baliemeubilair Deutsche Postdienst
- 1994: Ahrend stand Orgatec Keulen
- 1995: Inrichting zalen geschiedenis Rijksmuseum Amsterdam
- 1997: Inrichting expositie, Paleis op de Dam, Amsterdam
- 2000: Ahrend stand Orgatec Keulen
- 2001: Kiosken Museum plein, Amsterdam [ZSA architecten]
- 2002: Bibliotheek Cultura, Ede [ZSA Architecten]
- 2003-2020: onderzoek / publicaties
- 2020: Herintroductie van de Pastoe Limited Edition FM60 Clubfauteuil/Lounge Chair, met cognac-kleurige leren zitting en zwart stalen constructie (100 stuks), genummerd[6]

## Publicaties
- Beekum, R. van, Architect Jan Kuijt Wzn.  Bouwen voor Vroom & Dreesmann, Amsterdam 2018.
- Beekum, R. van, ‘Teloorgegaan idealisme  Amsterdamse armenzorg in het Friese Appelscha’, in: Eigenbouwer Tijdschrift voor de goede smaak, 2017 nr. 6, pp. 2–17.
- Beekum, R. van, Architect Johan Frederik Repko en Plan-Zuid’, in: Jaarboek van het Genootschap Amstelodamum, 2009, pp. 8–33.
- Beekum, R. van, G.F. la Croix  Amsterdamse School architect, Rotterdam 2008.
- Beekum, R. van, Cornelis Kruyswijk  Amsterdamse School architect, Amsterdam 2006.
- Beekum, B.T. Boeyinga 1886-1969  Amsterdamse School architect, Amsterdam 2003.

## Werk in openbare collecties (selectie)
- Stoelencollectie Technische Universiteit, Delft
- Stedelijk Museum, Amsterdam

## Afbeeldingen

Prototypes van de FM60 van Radboud van Beekum als decorstuk 1983
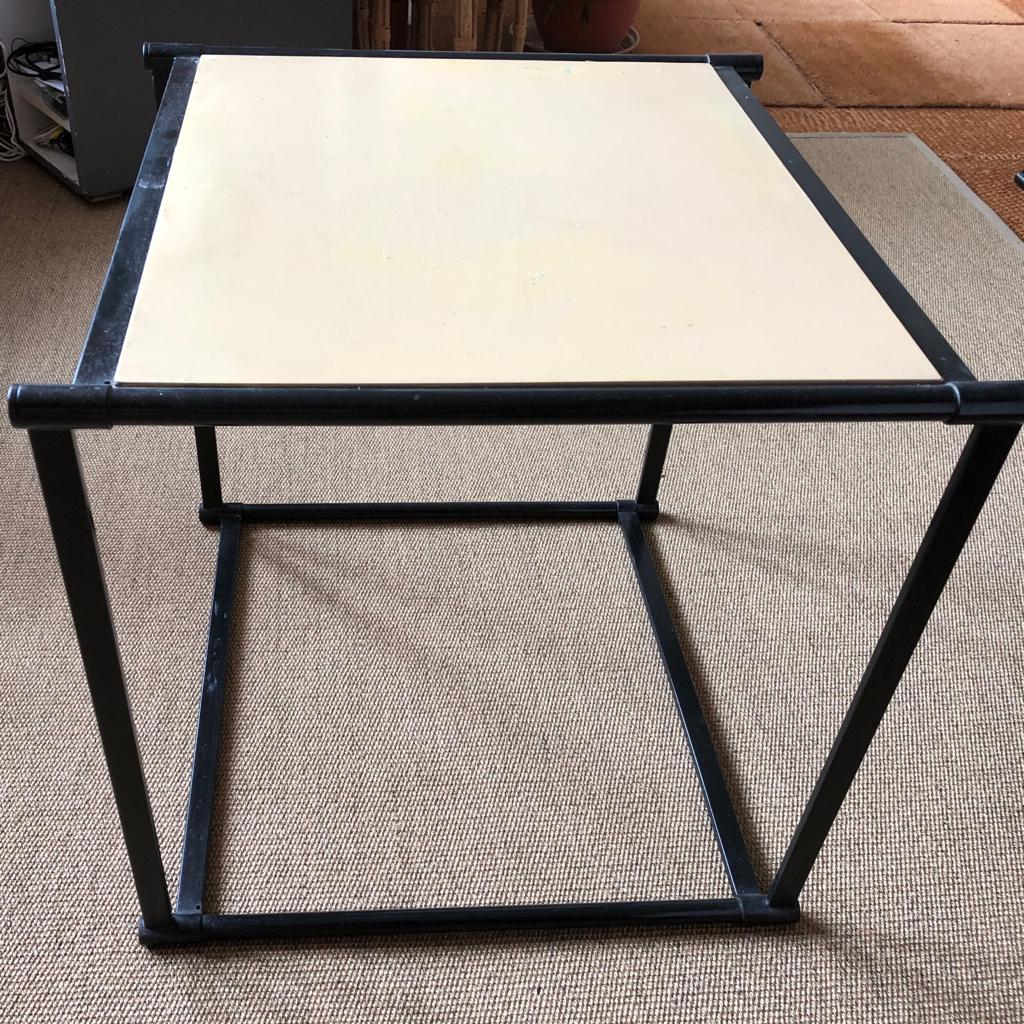
Cube Table Radboud van Beekum 1980s
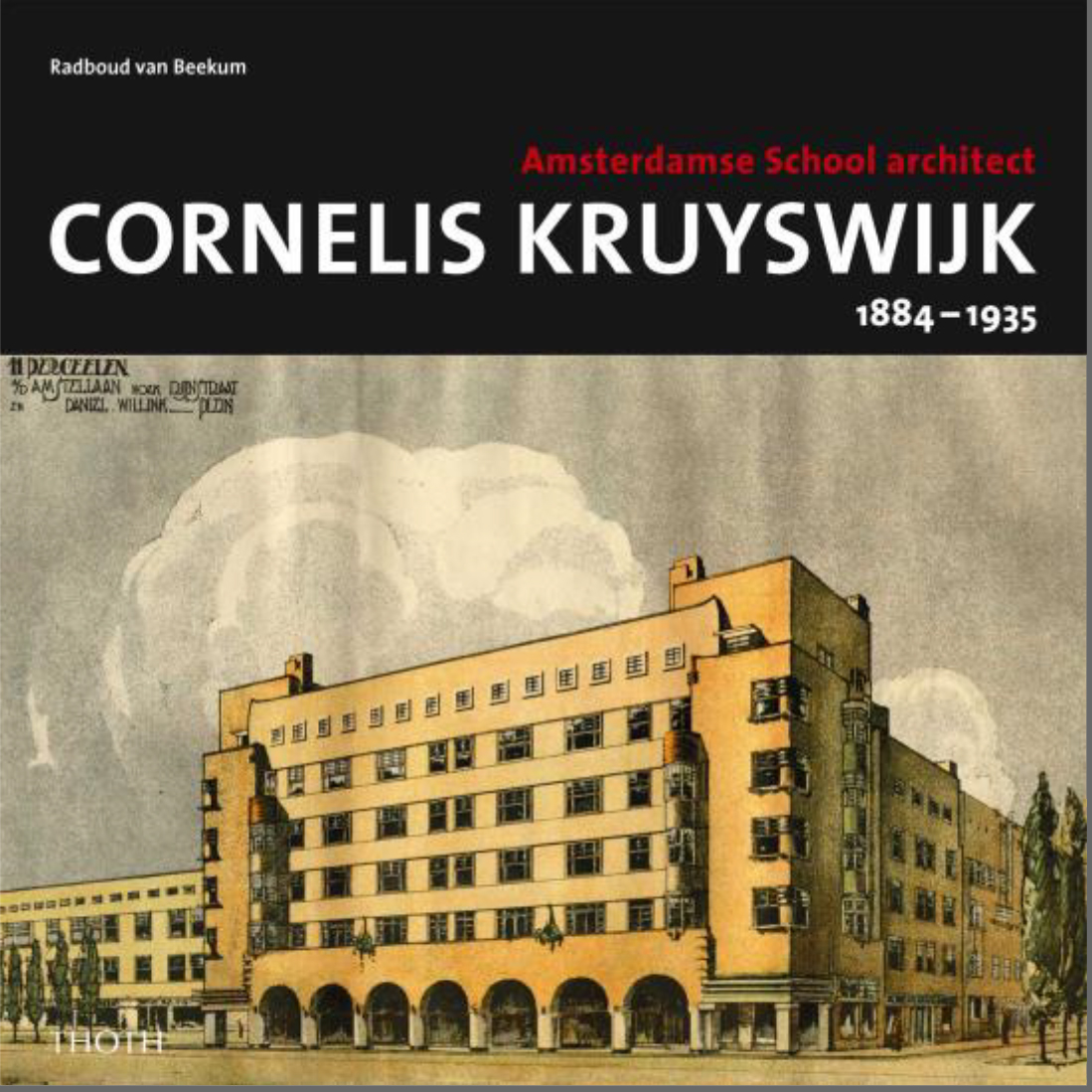
Radboud Van Beekum: Cornelis Kruyswijk Uitgeverij Thoth Bussum 2006
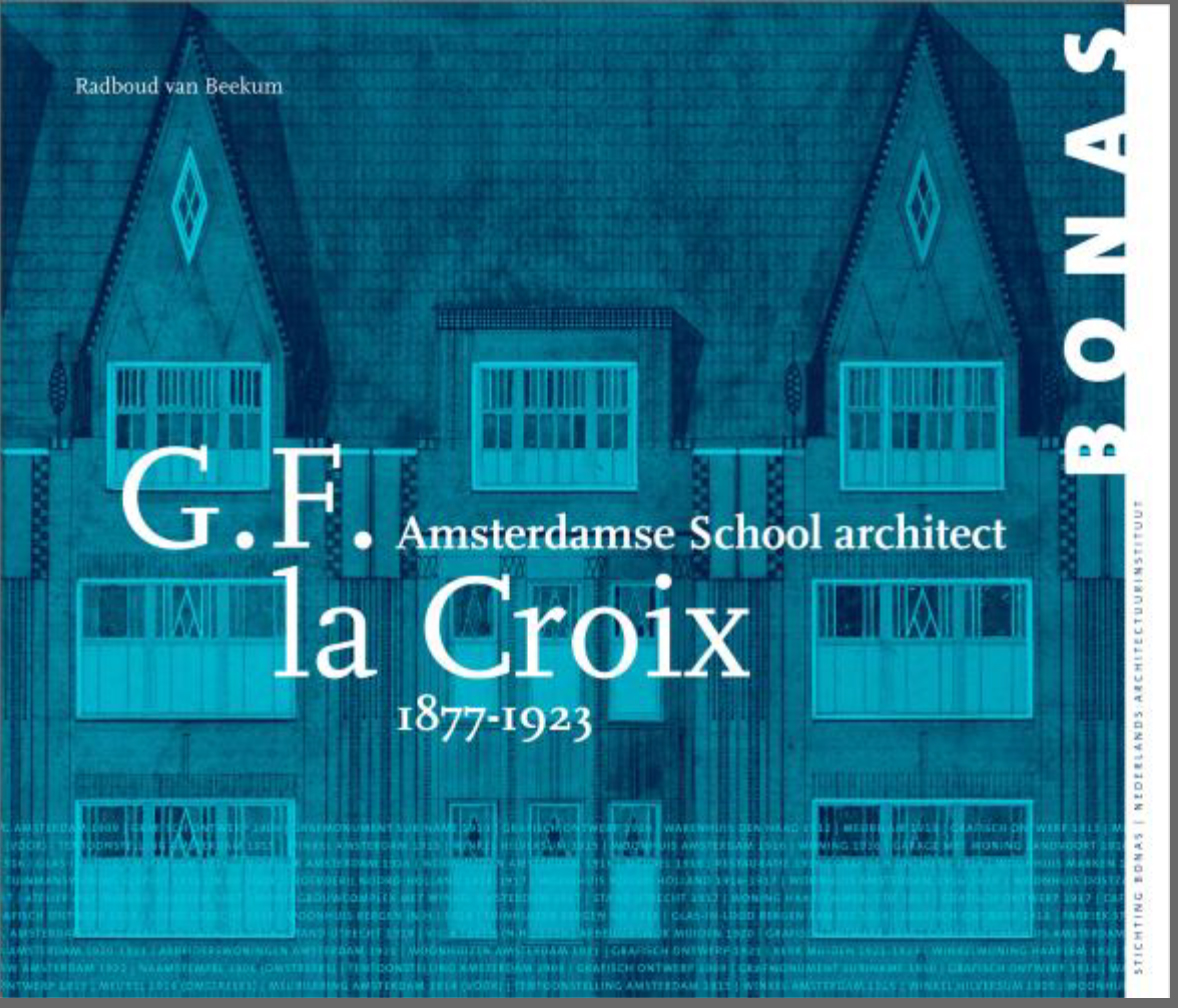
Radboud Van Beekum: G.F. la Croix, Uitgeverij BONAS Rotterdam 2008
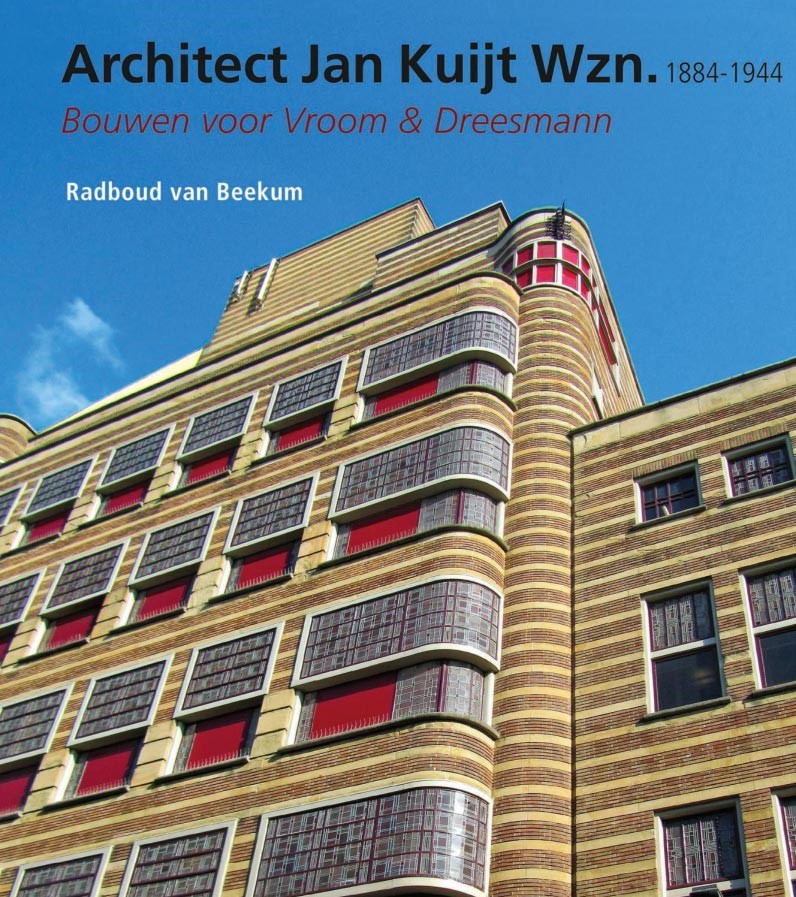
Radboud Van Beekum: Jan Kuijt Wzn., Uitgeverij Stokerkade Amsterdam 2018